# Нудельман, Леа
Ле́а (Ле́я, Ли́я) Нудельман (род. 11 мая 1955, Симферополь) — израильская, ранее советская, шахматистка. Победительница женской шахматной олимпиады в 1976 году в командном и личном зачёте.

## Биография
Воспитанница шахматного тренера Владимира Альтермана. Участница чемпионатов СССР среди девочек, где лучший результат показала в 1972 году в Чернигове, когда заняла седьмое место. В составе сборной Украины дважды побеждала на командных чемпионатах СССР по шахматам среди юниоров — в 1970 году в Невинномысске и в 1972 году в Киеве. В 1971 году стала чемпионкой Крымской области по шахматам. Чемпионка Украины по переписке (1968—1970).
В 1972 году переехала на постоянное место жительство в Израиль. Многократная участница чемпионатов Израиля по шахматам среди женщин.
Представляла сборную Израиля на трех шахматных олимпиадах (1974—1976, 1980). В командном зачете завоевала золотую медаль (1976). В личном зачете завоевала золотую (1976) и бронзовую (1980) медали.
В последние годы живёт во Франции и не участвует в шахматных турнирах.
| Графики недоступны из-за технических проблем. См. информацию на Фабрикаторе и на mediawiki.org. |